# Medaille met het Allerhoogste Regeringsmotto

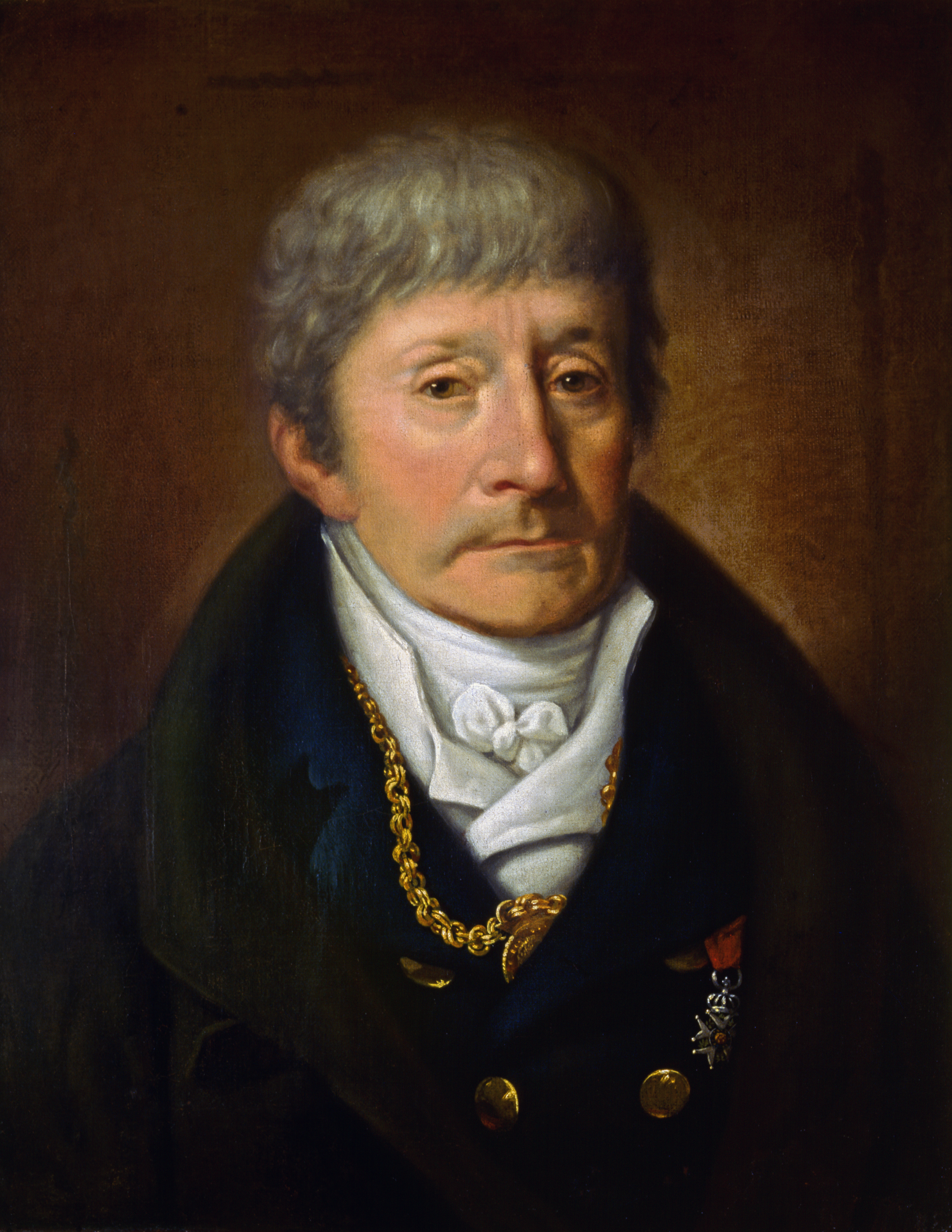
De componist Antonio Salieri met de Gouden Medaille met het Allerhoogste Regeringsmotto van Jozef II aan een gouden keten en het Franse Legioen van Eer aan een rood lint.

De Medailles met het Allerhoogste Regeringsmotto (Duits: Medaillen mit dem Allerhöchsten Wahlspruch), waren onderscheidingen van de Habsburgse heersers over Oostenrijk en de vele andere bezittingen van het Oostenrijkse Huis.
De 17e-eeuwse Habsburgers namen evenmin als de andere Europese vorsten niet-adellijke onderdanen op in een ridderorde. De Orde van het Gulden Vlies was gereserveerd voor edellieden van het katholieke geloof en in de praktijk waren zij altijd van oude adel.
Om anderen waaronder de protestantse onderdanen te kunnen belonen met een zichtbaar teken van de keizerlijke dankbaarheid of achting werden medailles geslagen. De hoge waarde van de gouden en zilveren medailles betekende dat de materiële waarde de medaille ook het karakter van een gratificatie of bonus gaf.
Iedere heerser koos aan het begin van zijn regering een motto, de "Allerhöchste Wahlspruch" genoemd. Dit motto had het karakter van een politiek programma. Kunstenaars ontwierpen een daarbijpassend vignet. Het was indertijd gebruikelijk om met de uitdrukking "Allerhoogste" naar de keizer en koning en de aartshertogen en aartshertoginnen te verwijzen. Men sprak van "allerhoogste Bevelen" en "Allerhoogste Personen". Zo werd dit motto het "Allerhoogste Regeringsmotto". God was in het jargon van het keizerlijke en koninklijke Hof de "Hoogste".

## De doelgroep

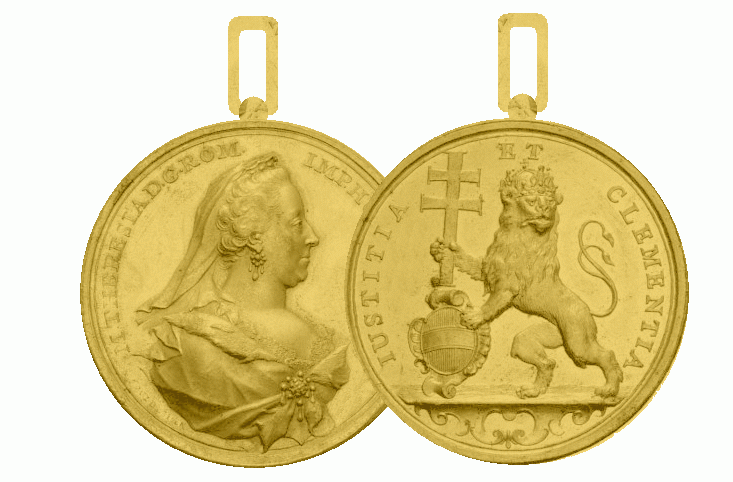
Deze gouden medaille van Maria Theresia werd rond 1770 geslagen en draagt haar portret en op de keerzijde een naar Bohemen verwijzende met de Wenceslaskroon gekroonde heraldische leeuw met haar motto: "IVSTITIA ET CLEMENTIA". Patriarchenkruis en wapenschild staan voor Hongarije en Oostenrijk. De keten ontbreekt.

Het gebruik was tot in de vroege 19e eeuw dat een verdienstelijk persoon van lage afkomst en lage maatschappelijke status een gedbedrag of een geschenk kreeg. Wie meer status bezat kwam voor de niet draagbare Medaille met het Allerhoogste Regeringsmotto in aanmerking. Personen van nog meer aanzien mochten een draagbare medaille met het portret van de heerser dragen. De edelen konden rekenen op een kruis van een ridderorde zoals de Orde van de Heilige Stefanus en later de Leopoldsorde. Het Oostenrijkse Gulden Vlies is nooit voor verdienste toegekend.
De componist Antonio Salieri was niet van adel maar droeg na 1816 de "große goldene Civil-Ehrenmedaille an der Kette" die hij van Franz II had ontvangen op portretten om de hals.

## De regeringsmotto's
- Keizer Karel VI 1711 - 1740, "CONSTANTIA ET FORTIDVNE". Zijn vignet was een door wolken omringde aardbol waarop Italië prominent is afgebeeld.
- Maria Theresia, 1740 - 1780, "IVSTITIA ET CLEMENTIA"
- Keizer Frans I Stefan, 1745 - 1765, "DEO ET IMPERIO"
- Keizer Jozef II, 1765 - 1790, "PRO DEO ET POPVLO" en "HIC LABOR HIC REQVIES"
- Keizer Leopold II, 1790 - 1792,"PIETATE ET CONCORDIA".
- Keizer Frans II, 1792 - 1835, "IVSTITIA REGNORVM FVNDAMENTVM". Zijn vignet was een weegschaal met daarboven scepter en mercuriusstaf.
- Ferdinand I, 1835 - 1848, "RECTA TVERI".
- Frans Jozef I, 1848 - 1916, "VIRIBVS VNITIS".
- Karel I van Oostenrijk 1916 - 1918, "INDIVISIBILITER AC INSEPERABILITER". Karel regeerde in oorlogstijd en liet geen medailles met dit motto slaan.

De oudste medailles, bijvoorbeeld die van Karel VI, werden soms van een gouden montuur voorzien dat met parels en edelstenen was versierd. Ook de keten werd in het pronkzuchtige tijdperk van de barok soms versierd en geëmailleerd. Een populaire versiering van een dergelijke Medaille van Genade die al dan niet het "hoogste regeringsmotto" droeg was een hangende parel onder het montuur. De edelstenen en parels bezaten in die tijd een symbolische betekenis die door de tijdgenoten nog gemakkelijk werd begrepen.
Ook de ring en het oog tussen keten en medaille werden soms prachtig versierd.

## De verschillende medailles

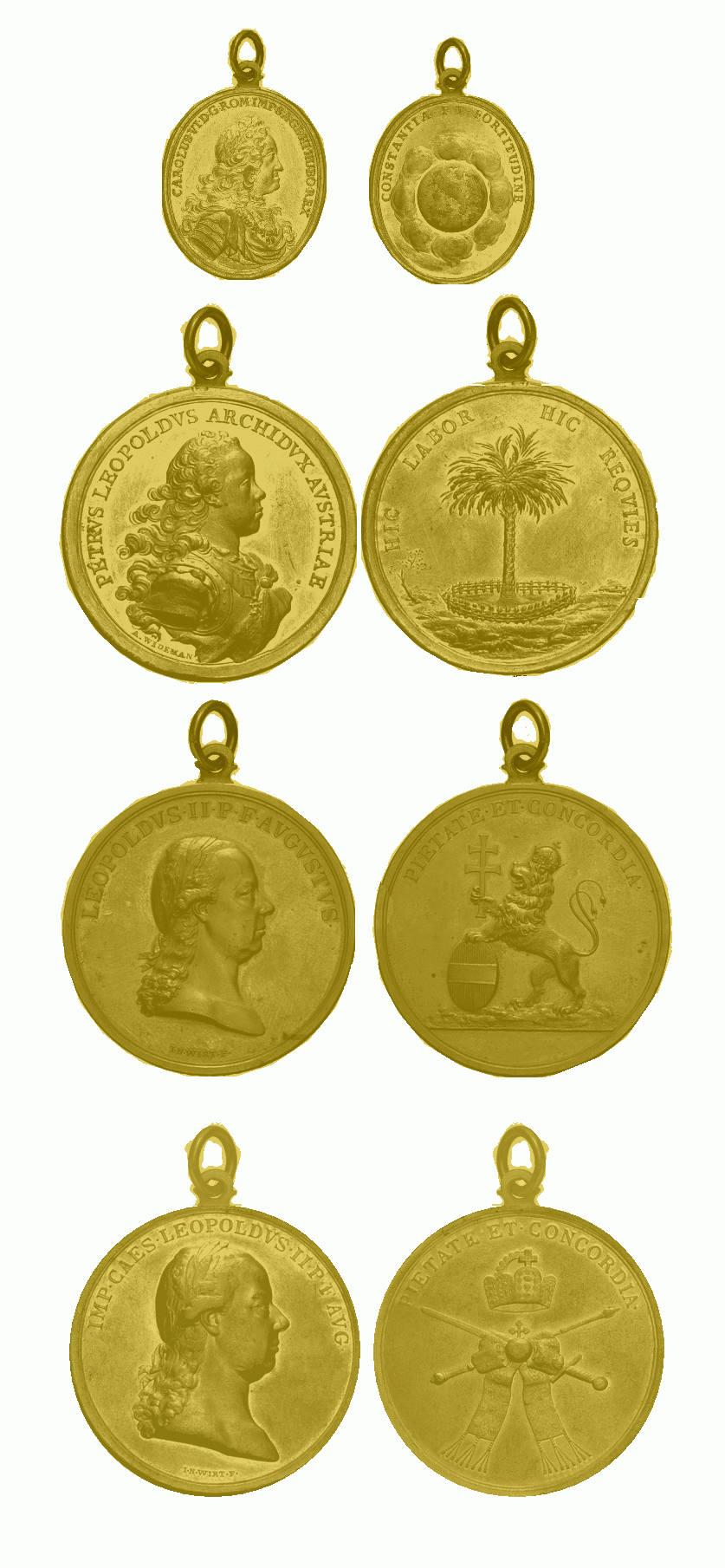
Ovale medaille van Frans Stefan, ronde medaille van Leopold II, Hongaarse medaille van Leopold II en Medaille op de keizerskroning van Leopold II in 1790

Behalve deze medailles waren er de medailles van Genade, de "Gnadenmedaillen" en de Medailles van Genade "Virtuti et Exemplo" die na zijn kroning in 1764 door keizer Jozef II werden uitgereikt. Zijn opvolgers verleenden deze medailles tot 1848. Ook na het instellen van de Leopoldsorde en de Frans Jozef-orde zijn de medailles nog gebruikt, zij het spaarzaam. Keizer Karel van Oostenrijk heeft tijdens zijn korte en door politieke en economische problemen in de Eerste Wereldoorlog geplaagde regering geen Medaille met het Allerhoogste Regeringsmotto laten slaan. Hij kwam wel met een nieuwe onderscheiding, de herstelde Meritismedaille.
Medailles met de opdracht "LITERIS ET ARTIBVS" behoren tot de groep van de Medailles van Genade.
Frans Jozef I liet tijdens de eerste helft van zijn regering gouden medailles slaan met zijn portret op de voorzijde en de opdracht "LITERIS ET ARTIBVS" op de keerzijde. Deze medaille was, zoals de opdracht vermeld, voor verdiensten voor literatuur en kunst gedacht. In 1887 kwam er een Keizerlijk-Koninklijk Oostenrijks-Hongaars Ereteken voor Kunst en Wetenschap waardoor deze medaille overbodig werd.
Het ging bij de medailles evenzeer om de waarde als om de eer. Daarom werd iedere medaille ook in een hoeveelheid goud die correspondeerde met een bepaals aantal gangbare munten geslagen of gegoten. De goudwaarde van de keten was een deel van de beloning. De Oostenrijkse regering hield, anders dan bij de gereglementeerde ridderorden geen register van de dragers bij en het uitreiken van de medailles kreeg geen vaste plaats in het protocol van het hof. De dragers van de medailles werden ook niet in de almanak van het Keizerlijk Hof vermeld. Daarom is over de medailles en de dragers weinig bekend.
De vele tinnen uitvoeringen van de medailles zijn zonder twijfel geslagen voor verzamelaars; numismaten en penningenkabinetten, die een afslag van de medaille in hun collectie wilden bezitten. De bronzen medailles zijn waarschijnlijk voor de verzamelingen bedoeld geweest, het zou gezien de prijs van brons niet passend zijn geweest om een dergelijke medaille uit te reiken vanwege de waarde van het metaal. De zilveren medailles zijn een twijfelgeval.
De oudste medailles werden soms gegoten, dat resulteerde in slecht leesbare teksten en onduidelijke voorstellingen. Een tijdlang werden gegoten en geslagen medailles naast elkaar gebruikt;tijdens de regering van Maria Theresia ziet men uitsluitend de geslagen penningen uit de Munt in Wenen. De oudste gnadenmedaillen zijn ovaal en van Maria Theresia en Frans I zijn zowel ovale als ronde medailles bekend.
Soms liep de regeringsperiode van een gekozen Duits keizer en een door erfrecht bepaalde heerser over de Habsburgse bezittingen niet synchroon, Dan werden er medailles van Genade geslagen voor de Oostenrijkse Kroonlanden zoals Bohemen en Hongarije en later ook voor de kroning met de Duitse keizerskroon in Frankfurt. Deze laatste medailles werden daarna ook in Oostenrijk gebruikt. Ook de kroningen met de Wenceslaskroon van Bohemen in Praag en met de Heilige Kroon van Sint-Stefanus in Ofen werden in genademedailles herdacht. Frans Stefan van Lotharingen werd eerst mederegent van zijn echtgenote Maria Theresia van Oostenrijk. Daarom werden in 1740 zijn eerste medailles met het Allerhoogste Regeringsmotto geslagen en gegoten. Pas na zijn verkiezing en kroning tot Rooms keizer werden er gelijksoortige Medailles met het Allerhoogste Regeringsmotto geslagen waarop het motto met de Kroon van Karel de Grote is gecombineerd. Deze medaille werd ook in die Oostenrijkse erflanden gebruikt die geen deel uitmaakten van het keizerrijk. Toen Jozef II van Oostenrijk op zijn beurt medereregent van zijn moeder Maria Theresia werd liet de jonge vorst zijn eigen Medaille met het Allerhoogste Regeringsmotto slaan.
Wanneer en waar men de medailles gebruikte is onduidelijk, de meeste exemplaren werden later weer omgesmolten. De gangbare Duitse termen "Gnadenmedaillen", "Krönungsmedaillen", "Ehrenmedaillen", "Medaillen mit dem Allerhöchsten Wahlspruch" en de "militaire Medaillen "Pro Exemplo" werden door elkaar gebruikt. Dat kan omdat er geen registers, voorschriften en diploma's bekend zijn. Een precieze afscheiding bestond en bestaat dan ook niet bij deze zichtbare tekens van de vorstelijke gunst. In de faleristiek wordt de militaire Medaille van Genade "Virtuti et Exemplo" vanwege het gebruik als een op zichzlf staande onderscheiding beschreven. Het is de voorganger van de in 1798 ingestelde Oostenrijkse Medaille voor Dapperheid.
In 1804 werd door Frans I van Oostenrijk een meritismedaille ingesteld. Deze medaille droeg het keizerlijke motto niet en wordt dan ook als een aparte onderscheiding beschouwd.
Medailles zonder oog zijn duidelijk aangemunt om als geschenk of souvenir met een hoge waarde te worden weggegeven. De medailles met een oog zijn de voorlopers van de moderne en democratische orden van verdienste zoals de Frans Jozef-orde. Het gebruik van de Medailles met het Allerhoogste Regeringsmotto liep duidelijk terug toen deze laatste moderne ridderorde werd ingesteld die het motto van Frans Jozef I; "VIRIBVS VNITES" draagt.
In Nederland is een aantal van de door de koningen ingestelde erepenningen en medailles tot in deze tijd blijven bestaan.